# Championnat inter-district écossais de rugby à XV
Le Championnat inter-district écossais de rugby à XV était une compétition de rugby à XV entre des équipes régionales amateurs, puis professionnelles à partir de 1996, en Écosse. 

## Historique
Dès 1872, des matchs entre équipes provinciales d'Écosse se jouent régulièrement. Quatre provinces (ou district) sont alors établies : Nord, Sud, Glasgow et Édimbourg.
Le championnat inter-district est créé en 1953. Les équipes du Nord, Sud, Glasgow et Édimbourg s'affrontent lors de la première saison. À partir de 1954 à la suite de la demande de reconnaissance des joueurs des Midlands et le district de Midlands le district du Nord, prend le nom de Nord et Midlands.
En 1981, l'équipe des Scottish Exiles (regroupant les joueurs écossais vivant en Angleterre) rejoint la compétition.
Avec l’avènement du professionnalisme, les quatre provinces Nord et Midlands, Sud, Glasgow et Édimbourg deviennent respectivement les Caledonia Reds, Border Reivers, Glasgow Rugby et Édimbourg Rugby. Le championnat devient qualificatif pour Coupe d'Europe et le Challenge européen.
En 1998, la fusion du Glasgow Rugby et des Caledonia Reds pour former Glasgow Caledonians et la fusion d'Édimbourg Rugby avec les Border Reivers pour former les Édimbourg Reivers provoque la fin championnat. Le championnat inter-district s'est ensuite prolongé au niveau amateur jusqu'en 2002. À partir de 2001, les provinces écossaises encore existantes se regroupent avec les provinces irlandaises et galloises pour former la Ligue celtique. En 2002-2003, avec la résurrection des Borders Reivers sous le noms de The Borders, la compétition a lieu une dernière fois au niveau professionnel avant de disparaitre pendant vingt ans.
En mai 2023, la compétition a de nouveau lieu au niveau amateur.

## Palmarès
| Équipe           | Victoires | Victoires partagées | Total victoires | Années |
| ---------------- | --------- | ------------------- | --------------- | --- |
| Sud              | 18        | 9                   | 27              | 1955, 1957, 1957, 1958, 1959, 1960, 1962, 1964, 1965, 1966, 1967, 1968, 1969, 1970, 1971, 1976, 1977, 1978, 1979, 1981, 1982, 1983, 1984, 1985, 1986, 1991, 1993, 1994, 2002 |
| Édimbourg        | 11        | 10                  | 21              | 1954, 1957, 1958, 1959, 1960, 1961, 1962, 1963, 1968, 1972, 1973, 1976, 1978, 1980, 1982, 1987, 1988, 1989, 1998, 1999, 2003                                                 |
| Glasgow          | 5         | 6                   | 11              | 1956, 1965, 1968, 1973, 1974, 1975, 1976, 1978, 1990, 2000 |
| Nord et Midlands | 3         | 2                   | 5               | 1960, 1975, 1997, 2000, 2023 |
| Scottish Exiles  | 3         | 0                   | 3               | 1995, 1996, 2001 |